# 五十銭紙幣
五十銭紙幣（ごじっせんしへい）とは、かつて日本で流通した紙幣の額面の1つ。五十銭券、五十銭札とも呼ばれた。

## 一覧
日本銀行券として発行された五十銭紙幣は存在せず、政府紙幣として以下の種類（紙幣券面の表記に「銭」という単位を使ってはいないが実質的に同一額面の「半円」も含む）が発行されているが、現在はいずれも失効している。
- 明治通宝半円券（1872年（明治5年）4月発行[1]、1899年（明治32年）12月31日失効[2]、紙幣券面の表記は「半圓」）
- 改造紙幣五十銭券（1883年（明治16年）2月発行[3][4]、1899年（明治32年）12月31日失効[2]、紙幣券面の表記は「金五拾錢」）
- 大正小額政府紙幣五十銭券（1917年（大正6年）11月8日発行[5][6]、1948年（昭和23年）8月31日失効[7]、紙幣券面の表記は「五拾錢」）
- 小額政府紙幣五十銭券（富士桜）（1938年（昭和13年）7月5日発行[8][注 1]、1948年（昭和23年）8月31日失効[7]、紙幣券面の表記は「五拾錢」）
- 小額政府紙幣五十銭券（靖国神社）（1942年（昭和17年）12月8日発行[3][9]、1948年（昭和23年）8月31日失効[7]、紙幣券面の表記は「五拾錢」）
- 小額政府紙幣五十銭券（板垣）（1948年（昭和23年）3月10日発行[3][注 2]、1953年（昭和28年）12月31日失効[11]、紙幣券面の表記は「五拾銭」）

それぞれの紙幣の詳細は各項目を参照。